# Margate (Südafrika)
Margate ist ein Badeort in der südafrikanischen Provinz KwaZulu-Natal, etwa 20 km südlich von Port Shepstone gelegen. In der Stadt mündet der Fluss Nkhongweni (Ort des Flehens) in den Indischen Ozean, der diesen Namen trägt, weil die ursprünglichen Bewohner angeblich Reisende so schlecht behandelten, dass diese um Gastfreundschaft betteln mussten.
In Margate leben etwa 26.785 Einwohner (Stand 2011).

## Geschichte
Die Stadt wurde im Jahr 1908 von Henry Richardson, einem britischen Stadtplaner, angelegt und nach dem englischen Badeort Margate in der Grafschaft Kent benannt. 1947 bekam Margate Stadtrecht. Einen lokalen Flughafen gibt es seit 1973.

## Tourismus
Margate ist vor allem als Urlaubsstadt bekannt. Aufgrund der vielen Strände und Freizeitmöglichkeiten ist es vor allem bei Südafrikanern aus dem Inland beliebt, so dass besonders in Ferienzeiten, zu Ostern, Weihnachten und an Feiertagen Hochbetrieb herrschen. Rund um Margate befinden sich einige bekannte südafrikanische Surfspots.

## Margate Monster
Im Jahr 1922 (das Datum ist umstritten, andere Medien gehen von 1924 aus) machte die Stadt weltweit Schlagzeilen, als eine riesige, weiße, pelzige Kreatur an den Strand gespült wurde. Allerdings war das Margate Monster schon zu verwest, um genau identifiziert werden zu können.